# Ferrari Dino 246

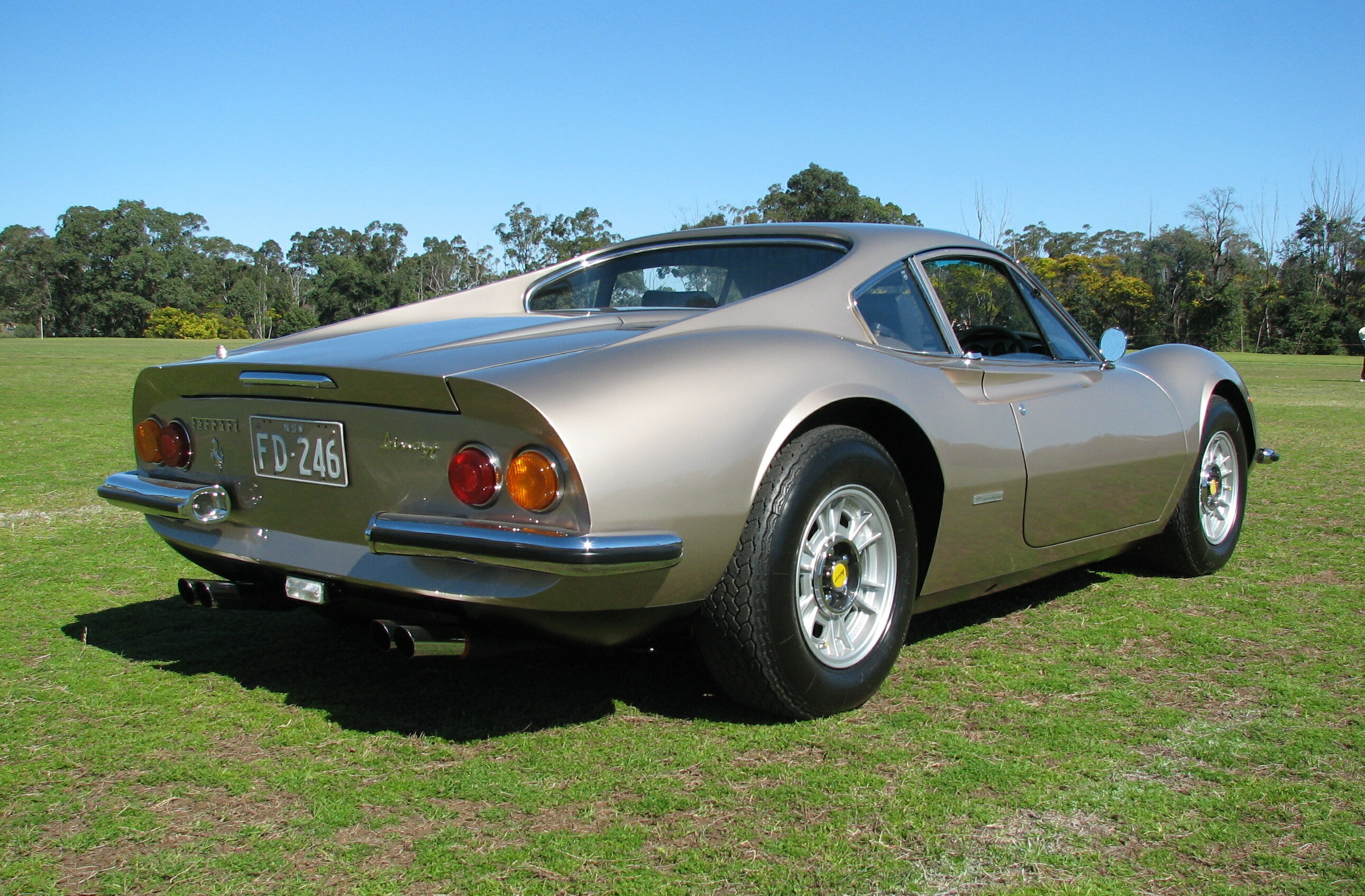
Heckansicht 246 GT

Der Dino 246 ist ein von 1969 bis 1974 hergestellter Sportwagen des italienischen Automobilherstellers Ferrari. Die Karosserie entwarf Aldo Brovarone für Pininfarina.
Da der Wagen statt des für Ferrari typischen Zwölfzylindermotors einen V6-Motor hat, wurde er nicht als Ferrari, sondern unter der Marke Dino verkauft, die nach dem Rufnamen von Enzo Ferraris Sohn Alfredo Ferrari benannt ist. Ein Dino trägt im Originalzustand weder das Ferrari-Logo noch den Ferrari-Schriftzug. Der Dino hat ein eigenes Emblem, das den Namen Dino in blauer Schrift auf gelbem Hintergrund zeigt.

## Modellgeschichte

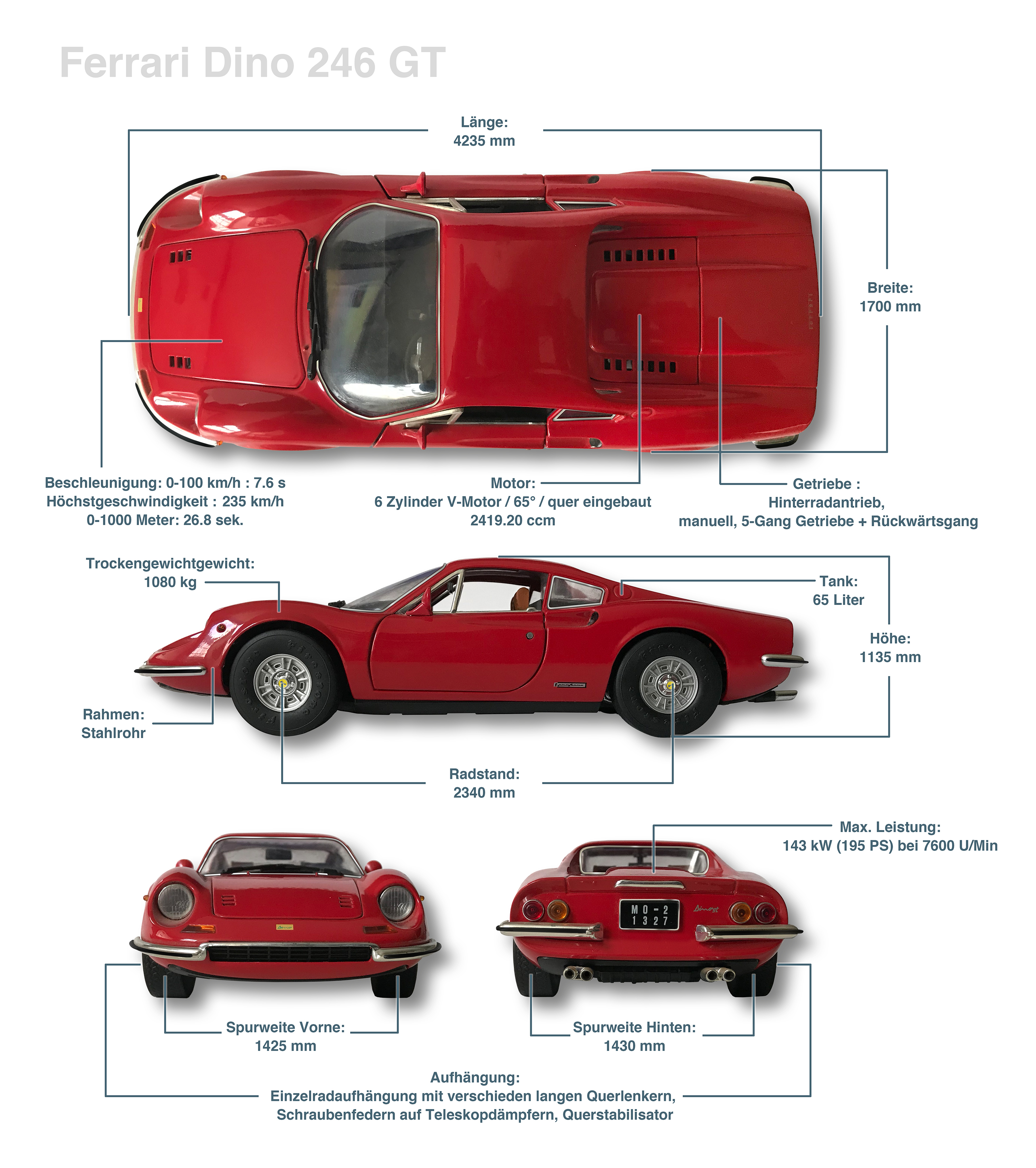
Technische Basis-Informationen zum Ferrari Dino 246 GT

Der Dino 246 wurde im Frühjahr 1969 auf dem Genfer Auto-Salon als Nachfolgemodell des Dino 206 GT vorgestellt, des ersten von Ferrari produzierten Serienwagens mit Mittelmotor. Die Bezeichnung "246" verweist auf die 2,4 Liter Hubraum und die sechs Zylinder des Motors. Für spätere Achtzylinder-Konstruktionen wie den Nachfolger Ferrari Dino 308 GT 4, die Ferrari 308 und Ferrari 328 bildete die Dino-206/246-Baureihe die Grundlage.
Stilistisch entspricht der Dino 246 weitgehend dem Dino 206 GT. Beide Modelle sind die Serienversionen des Konzeptfahrzeugs Dino Berlinetta Speciale, das 1965 vorgestellt wurde. Augenfällig unterscheidet sich der Dino 246 vom Dino 206 GT durch die Klappe, die den Tankdeckel an der linken C-Säule abdeckt. Der Radstand wuchs von 2280 auf 2340 mm. Während die Karosserie des Dino 206 GT vollständig aus Aluminium gefertigt wurde, waren die 246er Karosserien aus Stahl. Nur die Hauben und Türen der ersten 246er Serie (L-Serie) waren noch aus Aluminium. Der bei Fiat hergestellte 65°-V6-Motor besaß jetzt einen Motorblock aus Gusseisen statt aus Aluminium und wuchs durch eine Erhöhung der Bohrung und des Hubs von 1987 cm³ auf 2418 cm³. 1970 wurden die Rudge-Radverschlüsse zugunsten von fünf Radschrauben aufgegeben.
Der Dino 246 wurde in drei verschiedenen Reihen gebaut, die sich hauptsächlich durch Modifikationen am Getriebe unterscheiden. Innerhalb dieser Baureihen gab es verschiedene Basisvarianten für Europa, die USA und Großbritannien. Zur Reihe 1 oder L (tipo 607 L) zählten alle von 1969 bis 1971 gebauten Fahrzeuge mit den Fahrgestellnummern 00402 bis 01116 GT. Die Reihe 2 oder M (tipo 607 M) umfasste die 1971 gebauten Fahrgestelle Nr. 01118 bis 02130 GT. Zur Reihe 3 oder E (tipo 607 E) gehörten die 1971 bis 1974 gebauten Fahrgestellnummern 02132 bis 08518 GT/GTS.
Auf dem Genfer Auto-Salon 1972 wurde zusätzlich zum 246 GT (Gran Turismo) der 246 GTS (Gran Turismo Spider) als Coupé mit Targadach vorgestellt, der nur 30 kg schwerer als der 246 GT war.

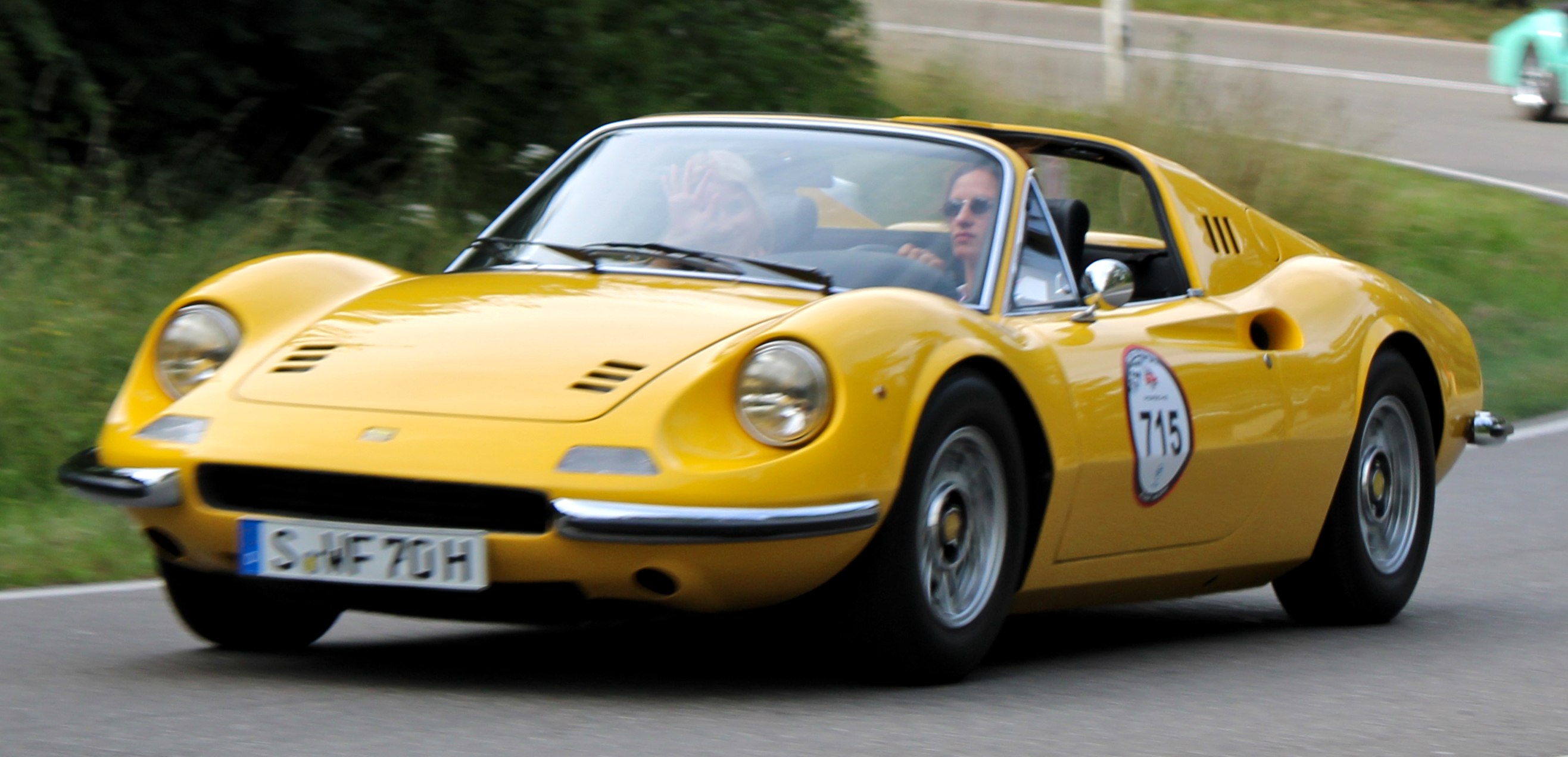
Dino 246 GTS

Bis 1974 entstanden insgesamt 1868 Dino GT und 1274 Dino GTS, nach anderen Quellen 1180 Dino GTS.

| Technische Daten Dino 206/246    |                                                                              |                                                                              |         |
| Dino                             | 206 GT                                                                       | 246 GT/GTS                                                                   |         |
| Motor:                           | 6-Zylinder-V-Motor (Viertakt), Gabelwinkel 65°, quer hinter Cockpit          | 6-Zylinder-V-Motor (Viertakt), Gabelwinkel 65°, quer hinter Cockpit          |         |
| Motortyp:                        | 236B                                                                         | 236L                                                                         |         |
| Hubraum:                         | 1987 cm³                                                                     | 2418 cm³                                                                     |         |
| Bohrung × Hub:                   | 86 × 57 mm                                                                   | 92,5 × 60 mm                                                                 |         |
| Leistung bei 1/min:              | 132 kW (180 PS) bei 8000                                                     | 143 kW (195 PS) bei 7600                                                     |         |
| Max. Drehmoment bei 1/min:       | 186 Nm bei 6500                                                              | 225 Nm bei 4800                                                              |         |
| Verdichtung:                     | 9:1                                                                          | 9:1                                                                          |         |
| Gemischaufbereitung:             | 3 Fallstrom-Doppelvergaser Weber 40DCN14                                     | 3 Fallstrom-Doppelvergaser Weber 40DCF14                                     |         |
| Ventilsteuerung:                 | DOHC, Antrieb über Kette                                                     | DOHC, Antrieb über Kette                                                     |         |
| Kühlung:                         | Wasserkühlung                                                                | Wasserkühlung                                                                |         |
| Getriebe:                        | 5-Gang-Getriebe Hinterradantrieb                                             | 5-Gang-Getriebe Hinterradantrieb                                             |         |
| Radaufhängung vorn:              | Doppelquerlenkerachse, Schraubenfedern                                       | Doppelquerlenkerachse, Schraubenfedern                                       |         |
| Radaufhängung hinten:            | Doppelquerlenkerachse, Schraubenfedern                                       | Doppelquerlenkerachse, Schraubenfedern                                       |         |
| Bremsen:                         | Girling-Scheibenbremsen rundum (Durchmesser vorne 27, hinten 25,4 cm), Servo | Girling-Scheibenbremsen rundum (Durchmesser vorne 27, hinten 25,4 cm), Servo |         |
| Lenkung:                         | Zahnstangenlenkung                                                           | Zahnstangenlenkung                                                           |         |
| Karosserie:                      | Aluminium auf Gitterrahmen                                                   | Aluminium auf Gitterrahmen                                                   |         |
| Spurweite vorn/hinten:           | 1425/1400 mm                                                                 | 1425/1430 mm                                                                 |         |
| Radstand:                        | 2280 mm                                                                      | 2340 mm                                                                      |         |
| Abmessungen:                     | 4200 × 1700 × 1115 mm                                                        | 4210 × 1700 × 1115 mm                                                        |         |
| Leergewicht:                     | 1000 kg                                                                      | GT: 1080 kg GTS: ca. 1100 kg                                                 |         |
| Höchstgeschwindigkeit:           | 235 km/h                                                                     | 235 km/h                                                                     |         |
| 0–100 km/h:                      | k.a.                                                                         | 7,6 s                                                                        |         |
| Verbrauch (Liter/100 Kilometer): | 16–21 S                                                                      | 16–21 S                                                                      | 16–21 S |
| Preis:                           | DM 44.178 (1969)                                                             | GT: DM 39.960 (1973) GTS: DM 43.234 (1973)                                   |         |

## Sonstiges
- In der Fernsehserie Die 2 fährt Tony Curtis in der Rolle des Danny Wilde einen roten 246er Dino.
- In der Pilot-Folge der Fernsehserie Hart aber herzlich fährt Robert Wagner in der Rolle des Jonathan Hart ebenfalls einen roten 246er Dino.
- Ab 1971 wurden die Sechszylindermotoren des Dino 246 GT auch im Lancia Stratos HF verbaut. Im Gegensatz zum Modell Stratos 0 wurde der Motor nicht längs, sondern wie im Dino quer zur Fahrtrichtung installiert. Dies erlaubte einen kurzen Radstand und einen sehr kompakten Gesamtaufbau[2].